# 第四帝国の白日夢
『第四帝国の白日夢』（原題：Rock Around the Bunker）は、フランスのミュージシャン、セルジュ・ゲンスブールが1975年に発表したスタジオ・アルバム。

## 解説
ナチス・ドイツを題材としたコンセプト・アルバムとなっており、ゲンスブール自身は少年時代、ナチスによってユダヤ人であることを示す黄色い星のマークを着用させられていた。音楽的にはアメリカのロックンロールから影響を受け、アルバムの原題はビル・ヘイリー&ヒズ・コメッツのヒット曲「ロック・アラウンド・ザ・クロック」を捩っている。
「煙が目にしみる」のみアメリカの楽曲のカヴァーで、この曲はエヴァ・ブラウンが愛していた曲としても知られ、そのことは収録曲「エヴァ」の歌詞でも言及されている。

## 収録曲
特記なき楽曲はセルジュ・ゲンスブール作。
1. ナチ・ロック - "Nazi Rock" - 3:08
2. タタ・トーンはいかす奴 - "Tata teutonne" - 2:46
3. 馬鹿ったれ - "J'entends des voix off" - 2:04
4. エヴァ - "Eva" - 3:12
5. 煙が目にしみる - "Smoke Gets in Your Eyes" (Otto Harbach, Jerome Kern) - 3:27
6. お前の体はジィグジィグだ - "Zig-zig avec toi " - 3:37
7. 狂った暗殺団 - "Est-ce est-ce si bon?" - 3:15
8. イエロー・スター - "Yellow Star" - 1:39
9. ロック・アラウンド・ザ・バンカー - "Rock Around the Bunker" - 3:24
10. S.S.イン・ウルグワイ - "SS in Uruguay" - 2:16

## カヴァー
ジュリアン・ドレは、アルバム『Ersatz』（2008年）に「S.S.イン・ウルグワイ」のカヴァーを収録した。

## 参加ミュージシャン
- セルジュ・ゲンスブール - ボーカル
- アラン・ホークショウ - キーボード、ピアノ
- アラン・パーカー - ギター
- ジャド・プロクター - ギター
- ブライアン・オジャーズ - ベース
- ドゥギー・ライト - ドラムス
- ジム・ローレス - パーカッション
- クレア・トリー - バッキング・ボーカル
- ジーン・ホーカー - バッキング・ボーカル
- ケイ・ガーナー - バッキング・ボーカル